# Åke Holmbäck
Åke Ernst Vilhelm Holmbäck, född den 16 april 1889 i Ryssby socken, Kalmar län, död den 27 mars 1976 i Uppsala, var en svensk jurist och folkpartistisk politiker. 
Åke Holmbäck blev juris doktor vid Stockholms högskola 1915 och verkade därefter som professor vid Uppsala universitet i olika juridiska discipliner. Han var konsultativt statsråd i Carl Gustaf Ekmans regering 1930–1932 och hade också flera statliga utredningsuppdrag, bland annat om förmynderskap. På 30- och 40-talen utgav han tillsammans med Elias Wessén verket Svenska landskapslagar, som en är en kommenterad översättning av de medeltida landskapslagarna och fortfarande ett standardverk på området.
Holmbäck var riksdagsledamot i andra kammaren 1937–1940 för Uppsala läns valkrets samt i första kammaren 1942–1952 (1942–1949 för Värmlands läns valkrets, 1950–1952 för Jönköpings läns valkrets). I riksdagen var han bland annat vice ordförande i andra lagutskottet 1945–1949 samt ordförande i tredje lagutskottet 1950–1952.
Mellan 1952 och 1955 var Holmbäck rektor för Uppsala universitet. Från 1959 till 1971 var han Sveriges domare i Europadomstolen. 
Åke Holmbäck var gift med Ruth Holmbäck. Åke Holmbäck är begravd på Uppsala gamla kyrkogård.